# Famille Parodi
Pour les articles homonymes, voir Parodi.
La famille Parodi, d'origine italienne, s'est illustrée en France du XIXe au XXIe siècle.

## Principaux membres
Les principaux membres de la branche française de cette famille sont, par ordre chronologique :
- Dominique-Alexandre Parodi (1840-1901), dit Alexandre Parodi, poète et auteur dramatique français ;
- Dominique Parodi (1870-1955, fils d'Alexandre), philosophe français, membre de l'Académie des sciences morales et politiques, inspecteur général de l'Éducation nationale ;
- Hippolyte Parodi (1874-1968, fils d'Alexandre et frère de Dominique), ingénieur, précurseur de l'électrification du réseau ferroviaire français, membre de l'Académie des sciences ;
- Alexandre Parodi (1901-1979, fils de Dominique), résistant, délégué général du Comité français de Libération nationale, Compagnon de la Libération, ministre des territoires libérés puis ministre du Travail, ambassadeur de France, vice-président du conseil d'État, membre de l'Académie des sciences morales et politiques ;
- René Parodi (1904-1942, fils de Dominique et frère d'Alexandre), magistrat, résistant français, Compagnon de la Libération ;
- Jean-Luc Parodi (1937-2022, fils d'Alexandre), chercheur et politologue français.
- Olivier Parodi (1933, fils de René Parodi), directeur de recherche au CNRS en physique.

## Filiation
Voici leur filiation simplifiée :
- Dominico Parodi, armateur italien d'origine génoise, consul du royaume des Deux-Siciles.
  - Dominique-Alexandre Parodi (1840-1901), dit Alexandre Parodi, poète et auteur dramatique grec puis français. Il épouse Vittoria d'Aste, de famille génoise, fille d'un dramaturge. Il se fixe à Paris avec sa famille vers 1870.
    - Dominique Parodi (1870-1955), philosophe, membre de l'Institut. Il épouse Hélène Vavin, descendante du député Alexis Vavin.
      - Alexandre Parodi (1901-1979, résistant, Compagnon de la Libération, ministre, ambassadeur, vice-président du conseil d'État, membre de l'Institut. Il épouse Anne-Marie Vautier.
        - Jean-Luc Parodi (1937-2022), chercheur et politologue français, ép. en 1968 Catherine Brocas.
          - Sébastien Parodi.
          - Constance Parodi.

        - Jacques Parodi.

      - Pauline Parodi (1903-2006).
      - René Parodi (1904-1942), magistrat, résistant, Compagnon de la Libération.
      - Jacqueline Parodi.

    - Hippolyte Parodi (1874-1968), ingénieur, précurseur de l'électrification du réseau ferroviaire français, membre de l'Institut, ép. Aimée Lombard.
      - Maurice Parodi.
      - André Parodi.
      - Marcel Parodi (né en 1916), inspecteur général de l'industrie et du commerce, administrateur de sociétés, ép. Raymonde Cantrainne.
        - Paul Parodi.
        - Cécile Parodi, ép. Sylvain Noël.

## Odonymes
La nomenclature des voies de Paris commémore le nom de trois membres de cette famille :
- La rue Alexandre-Parodi, dans le 10e arrondissement de Paris, du nom du dramaturge Alexandre Parodi[1] ;
- Le square Alexandre-et-René-Parodi, dans le 16e arrondissement de Paris, du nom des deux frères Alexandre et René, tous deux résistants et compagnons de la Libération[2].